# Psyrana unimaculata
Psyrana unimaculata är en insektsart som först beskrevs av Willemse, C. 1933.  Psyrana unimaculata ingår i släktet Psyrana och familjen vårtbitare. Inga underarter finns listade i Catalogue of Life.